# Franciszek (film 1989)
Franciszek (wł. Francesco) – włosko-niemiecki film biograficzny z 1989 roku w reżyserii Liliany Cavani. W rolach św. Franciszka i św. Klary wystąpili Mickey Rourke i Helena Bonham Carter. Autorami scenariusza byli Roberta Mazzoni i Liliana Cavani, oryginalną muzykę skomponował Vangelis. Zdjęcia kręcono w Tuscanii (region Lacjum) oraz w Raiano (Abruzja).
Film opowiada o życiu mistyka średniowiecznego i założyciela zakonu braci mniejszych św. Franciszka z Asyżu w interpretacji Mickeya Rourke’a.
Jest to już drugi film reżyserki traktujący o życiu „biedaczyny z Asyżu” – pierwszym był telewizyjny Franciszek z Asyżu (1966).
Franciszek został zaprezentowany na 42. MFF w Cannes w 1989.
W roku 1995, w stulecie narodzin kina, obraz Cavani znalazł się na watykańskiej liście 45 filmów fabularnych, które propagują szczególne wartości religijne, moralne lub artystyczne.